# Sadibou Sy
Sadibou Cheick Sy, född 27 november 1986, är en svensk kickboxare och MMA-utövare av senegalesiskt ursprung, före detta världsmästare i kickboxning och som sedan 2018 tävlar i MMA i organisationen Professional Fighters League.

## Bakgrund
Sy hade från 13 års ålder fram till februari 2017 bara mellan 20 och 40 procent syn. Sedan fick han linser för att avhjälpa den kroniska inflammation han led av. Linserna gav honom ungefär 80 procent syn och sedan dess tycker han själv att utvecklingen varit "enorm". Han började synproblemen till trots redan vid 15 års ålder att tävla i kampsort. 
Han hoppas på en karriär inom skådespeleri efter att fighterkarriären är över. Han har redan varit med i två filmer i Vietnam. En av dem är Saigon Bodyguards.

## Kampsport

### Thaiboxning
Sy har vunnit både SM och VM (B) i thaiboxning. Båda titlarna vann han 2010.

### Kickboxning
Sy vann ISKA:s (International Sport Karate & Kickboxing Assiciation) VM-titel både 2008 och 2010.

### MMA

#### Tidig karriär
Sy debuterade i den Stockholmsbaserade MMA-organisationen IRFA, International Ring Fight Arena, och gick sina tre första matcher under deras flagg. Med ett facit om 2-1 gick han sedan över till Superior Challenge.

#### Superior Challenge
Sy debuterade i Superior Challenge på SC 12. Han mötte engelsmannen Carl Booth (1-0) och vann övertygande via TKO i första ronden. Efter debuten i SC gick han två matcher hos andra  organisationer: Polska PLMMA och one-hit wonder-galan Scandinavian Fight Nights, innan han med ett facit om 6-2 gick vidare med sin karriär inom Superior Challenge. 
På SC 14 mötte han walesaren David Round (15-19) och vann via huvudspark och KO i den första minuten av den första ronden med en KO-spark som blev viral.
Nästa match gick Sy vid SC 16 där han mötte greken Nikos Sokolis (12-5) och besegrade honom via TKO i den första ronden.

#### PFL
Med ett facit om 6-2 gick Sy över till PFL och började jakten på deras förstapris: En miljon USD. I sin debut mötte han UFC- och Bellatorveteranen Bruno Santos. Sy stod emot tiden ut, men förlorade via enhälligt beslut vid full tid.
I sin andra match för säsongen 2018 mötte han brasilianen Caio Magalhaes som han besegrade via huvudspark och KO i första ronden och gick därmed vidare till slutspel.
I slutspelet gick han två matcher samma dag. Hans motståndare var Santos igen och den här gången blev det oavgjort. Sedan mötte han tysken Abusupiyan Magomedov som besegrade Sy via domslut och därmed slog ut honom.
Säsongen 2019 inledde Sy med att möta amerikanen David Michaud och slog ut honom tidigt i matchen. Efter 17 sekunder avslutade en leverspark matchen.
Han förlorade nästa match mot Glaico Franca vid PFL 4 via TKO i tredje ronden, men avancerade ändå på poäng till slutspelet vid PFL 7.
Sy mötte Sy Ray Cooper III vid PFL 7, kvartsfinalgalan 10 oktober 2019. En match som blev oavgjord. Enligt PFL:s slutspelsregler ska domarna då utse en vinnare i turneringen. De utsåg Ray Cooper III och därmed var Sy ute ur 2019 års slutspel.

## Tävlingsfacit

### MMA
| Resultat | Facit     | Motståndare          | Metod                       | Evenemang             | Datum            | Rond | Tid  | Plats                  | Notering                                                         |
| -------- | --------- | -------------------- | --------------------------- | --------------------- | ---------------- | ---- | ---- | ---------------------- | ---------------------------------------------------------------- |
| Vinst    | 1-0       | Robert Bryczek       | Domslut (enhälligt)         | IRFA 5                | 19 oktober 2013  | 3    | 5:00 | Solna, Sverige         |                                                                  |
| Förlust  | 1-1       | Oskar Piechota       | Submission (triangel)       | IRFA 6                | 5 april 2014     | 2    | n/a  | Solna, Sverige         | Huvudmatch                                                       |
| Vinst    | 2-1       | Gabor Boraros        | TKO (slag)                  | IRFA 7                | 22 november 2014 | 2    | 4:37 | Solna, Sverige         | Huvudmatch                                                       |
| Vinst    | 3-1       | Carl Booth           | TKO (kroppsspark och slag)  | Superior Challenge 12 | 16 maj 2015      | 1    | 2:07 | Malmö, Sverige         |                                                                  |
| Vinst    | 4-1       | Karol Linowski       | Domslut (enhälligt)         | PLMMA 67              | 21 maj 2016      | 1    | 2:07 | Łomianki, Polen        |                                                                  |
| Förlust  | 4-2       | Zauri Maisuradze     | TKO (slag)                  | SFN 1                 | 4 juni 2016      | 1    | n/a  | Solna, Sverige         |                                                                  |
| Vinst    | 5-2       | David Round          | KO (huvudspark)             | Superior Challenge 14 | 8 oktober 2016   | 1    | 0:41 | Stockholm, Sverige     |                                                                  |
| Vinst    | 6-2       | Nikos Sokolis        | TKO (slag)                  | Superior Challenge 16 | 2 december 2017  | 1    | 3:43 | Stockholm, Sverige     |                                                                  |
| Förlust  | 6-3       | Bruno Santos         | Domslut (enhälligt)         | PFL 3 (säsong 2018)   | 5 juli 2018      | 3    | 5:00 | Washington D.C., USA   |                                                                  |
| Vinst    | 7-3       | Caio Magalhaes       | KO (huvudspark och slag)    | PFL 7 (säsong 2018)   | 30 augusti 2018  | 1    | 2:06 | Atlantic City, NJ, USA |                                                                  |
| Oavgjort | 7-3-1     | Bruno Santos         | Domslut (majoritet)         | PFL 10 (säsong 2018)  | 20 oktober 2018  | 2    | 5:00 | Washington D.C., USA   |                                                                  |
| Förlust  | 7-4-1     | Abusupiyan Magomedov | Domslut (enhälligt)         | PFL 10 (säsong 2018)  | 20 oktober 2018  | 3    | 5:00 | Washington D.C., USA   |                                                                  |
| Vinst    | 8-4-1     | David Michaud        | TKO (slag)                  | PFL 1 (säsong 2019)   | 9 maj 2019       | 1    | 0:17 | Uniondale, NY, USA     |                                                                  |
| Förlust  | 8-5-1     | Glaico Franca        | TKO (Kroppsspark och slag)  | PFL 4 (säsong 2019)   | 11 juli 2019     | 3    | 4:29 | Atlantic City, NJ, USA |                                                                  |
| Oavgjort | 8-5-2     | Ray Cooper III       | Domslut (enhälligt)         | PFL 7 (säsong 2019)   | 11 oktober 2019  | 3    | 5:00 | Las Vegas, NV, USA     | Utsedd till förlorare i turneringen enligt PFL:s oavgjortsregler |
| NC       | 8-5-2 (1) | Nikolaj Aleksachin   | NC (oavsiktlig ögonpetning) | PFL 2 (säsong 2021)   | 29 april 2021    | 2    | 1:56 | Atlantic City, NJ, USA |                                                                  |

### Kickboxning
| 46 matcher | 42 vunna | 4 förlorade |